# Viburnum spruceanum
Viburnum spruceanum är en desmeknoppsväxtart som beskrevs av Henry Hurd Rusby. Viburnum spruceanum ingår i släktet olvonsläktet, och familjen desmeknoppsväxter. Inga underarter finns listade i Catalogue of Life.